# Оборняча (община Бачка-Топола)
Оборняча (серб. Оборњача, венг. Nagyvölgy) — населённый пункт в Сербии, в общине Бачка-Топола, в Северно-Бачском округе автономного края Воеводина, в историко-географической области Бачка.
По переписи населения Сербии 2002 года в селе проживали 2 жителя (мужчины, венгры) (по переписи населения 1991 года — 2 жителя).